# Трансмиокардна ласерска реваскуларизација
Трансмиокардна ласерска реваскуларизација (ТМР) се појавила као модалитет лечења пацијената са дифузном коронарном болешћу која није подложна перкутаној или хируршкој реваскуларизацији. Процедура подразумева стварање ласерских канала унутар исхемијског миокарда у циљу боље перфузије ових подручја. Клиничке студије су показале да је ТМР не смао  сигурана већ и ефикасна мметода за дугорочно ублажавање тегоба изазваних ангином  пекторис.

## Опште информације
Трансмиокардна ласерска реваскуларизација (ТМР) је процедура која се користи за лечење неоперабилних срчаних обољења  код особа са упорном ангином пекторис која се не ублажава ниједном другом методом реваскуларизације.
Већина људи са коронарном болешћу лечи се ангиопластиком и стентирањем или операцијом коронарне бајпаса и лековима за побољшање протока крви у срчаном мишићу. Циљ сваког од ових приступа је повећање протока крви кроз коронарне артерије до срца. Када су ове могућности лечења исцрпљене, пацијенту не остаје никаква изводљива хируршка алтернатива осим, у ограниченим случајевима, трансплантације срца. Без одрживе хируршке алтернативе, пацијент се углавном лечи лековима, често уз значајна ограничења у начину живота.
ТМР, или трансмиокардна ласерска реваскуларизација, је новији третман који има за циљ побољшање протока крви у областима срца које нису лечене ангиопластиком или операцијом.

## Индикације
Јак бол у грудима (ангина пекторис), која ограничава пацијентове свакодневне активности или 
Историја претходне бајпас операције или ангиопластике, а даља интервенција није доступна.
Код пацијента којима је можда потребан један или два бајпас трансплантата, али такође имају друга подручја срца која се не могу заобићи директном бајпас операцијом. Ово се често примећује код пацијената са дијабетесом. Хирург ће заобићи циљане блокаде и користити ласер  како би постигао потпунији доток крви у срце.

## Комтраиндикације
ТМР није погодан за пацијенте чији је:
- срчани мишић озбиљно оштећен услед срчаног удара;
- срчани мишић мртав или са ожиљцима
- срчани миђић захваћен неадекватним снабдевањем крвљу (исхемија)
- срчани мишић нема подручја исхемије.

## Поступак
Код ове методе хирург прави рез између ребара, а затим шири ребра дуж једне стране како би омогућио приступ срцу. Пацијент не мора да буде на кардиопулмоналном бајпас апарату јер се поступак може урадити са срцем које још увек куца.
Ласерски сноп високе енергије се затим примењује на област леве срчане коморе и продире у слојеве срчаног мишића споља како би омогућио оксигенисаној крви да изађе директно из леве коморе у миокард, обављајући рад зачепљена коронарне артерије. По завршетку интервенције хирург користи шавове да затвори почетни рез.